# Aeroporto Internacional de Sóchi
O Aeroporto Internacional de Sóchi (em russo: Международный Аэропорт Сочи) (IATA: AER, ICAO: URSS) é um aeroporto internacional localizado no  distrito de Ádler na cidade-resort de Sóchi, Krai de Krasnodar, na Rússia, sendo atualmente o décimo mais movimentado do país.